# Opius euterpe
Opius euterpe är en stekelart som beskrevs av Fischer 1968. Opius euterpe ingår i släktet Opius och familjen bracksteklar. Inga underarter finns listade i Catalogue of Life.